# Natan Grodzieński
Natan Grodzieński (zm. 18 stycznia 1943 w Treblince) – żydowski adwokat, członek warszawskiego Judenratu.

## Życiorys
Od 1918 roku pracował jako adwokat, prowadził własną kancelarię przy ulicy Elektoralnej w Warszawie. W latach 1937–1938 był prezesem Warszawskiego Stowarzyszenia Adwokatów, grupującego adwokatów–Żydów. Mieszkał przy ulicy Elektoralnej 5.
Po wybuchu II wojny światowej proponowano mu dołączenie do warszawskiego Judenratu, był temu niechętny, ale ostatecznie pod koniec 1941 roku wszedł w jego skład. Od stycznia 1942 roku był przewodniczącym Wydziału Poczty, pełnił także funkcję kierownika Komisji Personalnej/Referatu Personalnego. Oprócz tego był komisarycznym zarządcą domów na terenie getta. W przededniu wielkiej akcji deportacyjnej został aresztowany przez Niemców w charakterze zakładnika, pojmano wówczas także jego żonę.
Pozostał radcą Judenratu także po wielkiej akcji. Zginął wraz z rodziną podczas akcji styczniowej, wywieziony do obozu zagłady w Treblince.